# Giusto de' Conti
Giusto de’ Conti est un poète italien du 15e siècle.

## Biographie
Giusto de’ Conti naquit à Valmontone. Il était jurisconsulte, et fut conseiller de Sigismond Malatesta, seigneur de Rimini. Il mourut dans cette ville, le 19 novembre 1459, et fut enterré dans la magnifique église de St-François, que Sigismond avait fait bâtir. Ses poésies, dans lesquelles il imite Pétrarque, furent imprimées à Bologne, 1472, in-8°, et réimprimées à Venise, 1492, ,in-4°. Jacopo Corbinelli en donna une édition plus régulière à Paris, 1589, 1595, in-12. On y trouve, à la fin des poésies de de’ Conti, un recueil de pièces du premier âge de la poésie et de la langue italienne, qui ont été fort recherchées dans le temps où ces sortes de recueils étaient rares. Antonio Maria Salvini fit réimprimer le tout à Florence, 1715, in-12, avec des notes et une préface, où il a rassemblé le peu de notions que l’on pouvait avoir sur la vie de Conti, et qui se réduisent à ce que l’on vient de voir.